# 本厚木站
本厚木站（日语：／ Hon-atsugi eki */?）是一個位於神奈川縣厚木市泉町，屬於小田急電鐵小田原線的鐵路車站。車站編號是OH 34。
簡稱「本厚（ホンアツ）」。

## 年表
- 1927年（昭和2年）
  - 4月1日 - 相模厚木站開業。為「直通」班次停靠站。
  - 10月15日 - 新增急行班次，為其停靠站。
- 1941年（昭和16年）11月25日 - 神中鐵道（現相模鐵道）列車從海老名站直通本站。
- 1944年（昭和19年）
  - 6月1日 - 更名本厚木站。
  - 11月 - 因太平洋戰爭戰況惡化，中止急行班次。
- 1945年（昭和20年）6月 - 各站停車延伸至全線。本站為各站停車停靠站。同時廢除「直通」班次。
- 1946年（昭和21年）10月1日 - 新增準急班次，為其停靠站。
- 1949年（昭和24年）10月1日 - 恢復急行班次，為其停靠站。
- 1955年（昭和30年）3月25日 - 新增通勤急行班次，為其停靠站。
- 1960年（昭和35年）3月25日 - 新增通勤準急班次，為其停靠站。
- 1964年（昭和39年）11月5日 - 結束相模鐵道直通。
- 1968年（昭和43年） - 浪漫特快「相模」開始停靠本站。
- 1976年（昭和51年）6月 - 高架站化。
- 1977年（昭和52年）3月29日 - 車站周邊交通立體化。
- 1978年（昭和53年）3月31日 - 與帝都高速度交通營團千代田線開始相互直通運轉。
- 1982年（昭和57年）
  - 3月23日 - 車站大樓「MYOLRD」開店。
  - 11月21日 - 設置小田急最早的2台自動精算機。
- 1984年（昭和59年）2月1日 - 浪漫特快「朝霧」開始停靠本站。
- 1987年（昭和62年）4月1日 - 因國鐵分割民營化，「朝霧」直通與東海旅客鐵道（JR東海）。
- 1992年（平成4年） - 中央剪票口內設置電扶梯。
- 1995年（平成7年）3月4日 - 浪漫特快「足柄」部分列車開始停靠本站。
- 1999年（平成11年） - 過去的「相模」、「足柄」以「Support」取代。廢除「相模」、「足柄」，「Support」開始停靠本站。新宿站18點以後出發的下行特急列車「Homeway」開始停靠本站。
- 2003年（平成15年）3月23日 - 東口剪票口內電梯啟用。
- 2004年（平成16年）
  - 4月1日 - 營團改組，直通運轉對象改為東京地下鐵。
  - 12月11日
    - 新增快速急行、區間準急班次，為其停靠站。
    - 浪漫特快暱稱重整，「箱根」開始停靠本站。「「Support」更名為「相模」。
- 2006年（平成18年）
  - 2月23日 - 站內設置自動體外心臟去顫器 (AED) 。
  - 3月 - 上下月台設置候車室。
  - 中央剪票口周邊整修，山側設置自動售票機，定期券、特急券銷售處，改札機。
- 2009年（平成21年）3月14日 - 50000形「VSE」定期列車開始停靠本站。
- 2010年（平成22年）11月3日 - 本日起生物股長樂曲《YELL》成為本站進站音樂。
- 2011年（平成23年）1月17日 - 站內月台、大廳的列車資訊顯示器改為全彩LED式。
- 2012年（平成24年）3月17日 - 廢止本站至新松田站方向的區間準急。本站始發、終停的「Bayresort」停止運行。

## 車站構造
本站為島式月台2面4線高架車站。小田原方向設有拖上線，3、4號月台可見上行列車與本站始發的折返列車。另外，1、4號線有安全側線。
剪票口分別有月台中央地上的中央剪票口，新宿側地上的東口剪票口，新宿側與車站大樓「MYLOAD」4樓連結的MYLOAD口。中央剪票口往月台有電扶梯，東口剪票口有電梯。MYLOAD口僅有自動驗票閘門。剪票口外有自動售票機、定期券售票處。中央剪票口內有廁所，月台有特急券售票機、候車室等。
站內商店分別在上行月台兩間，下行月台一間，北口與東口各一間，合計五間。
中央剪票口附近有厚木市役所本厚木站連絡所與觀光導覽窗口。
本站是站長所在站，管理相模大野管區本厚木管內本厚木～伊勢原區間。
2011年1月17日，站內月台、大廳的列車資訊顯示器改為全彩LED式。

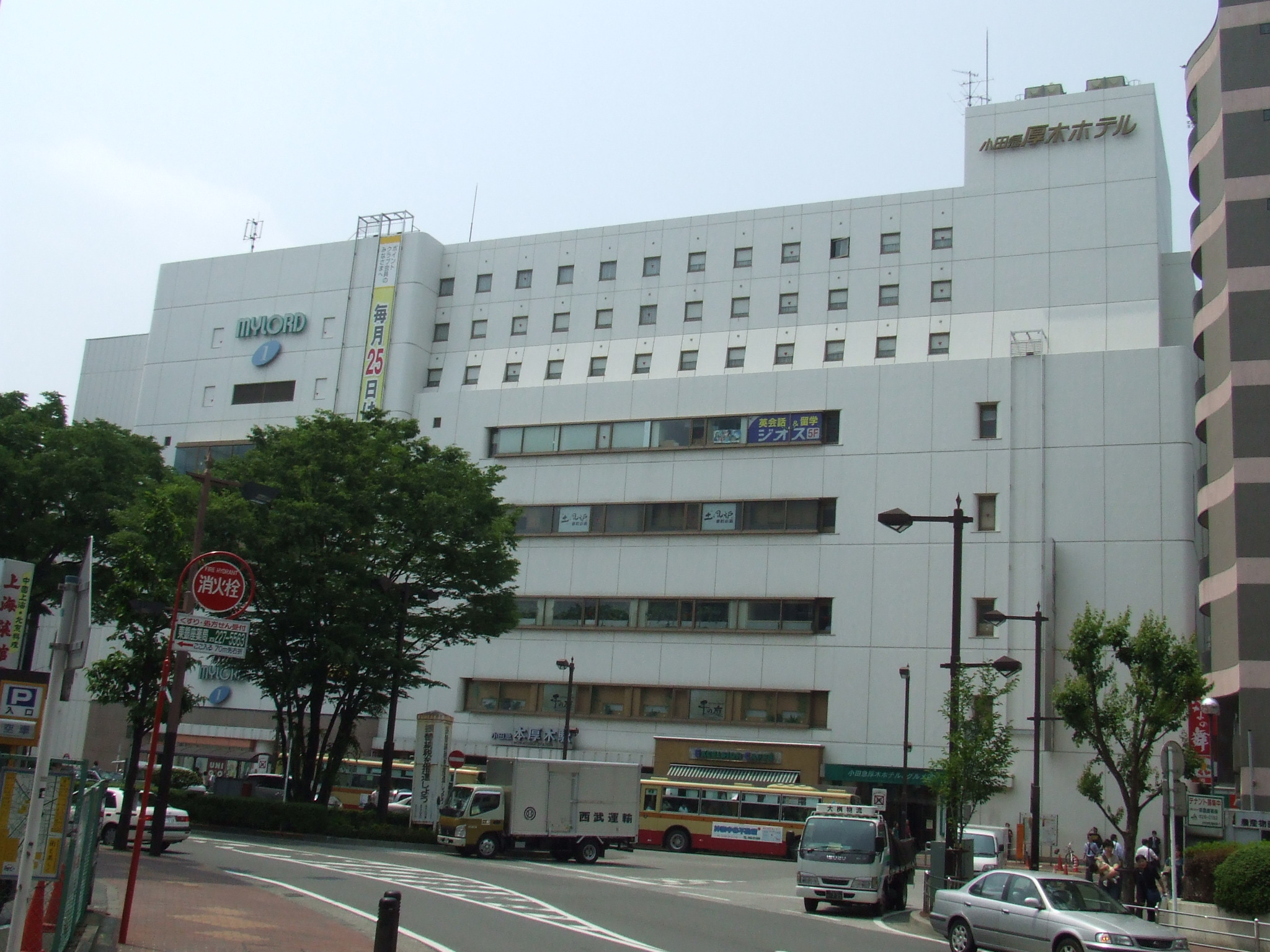
南口
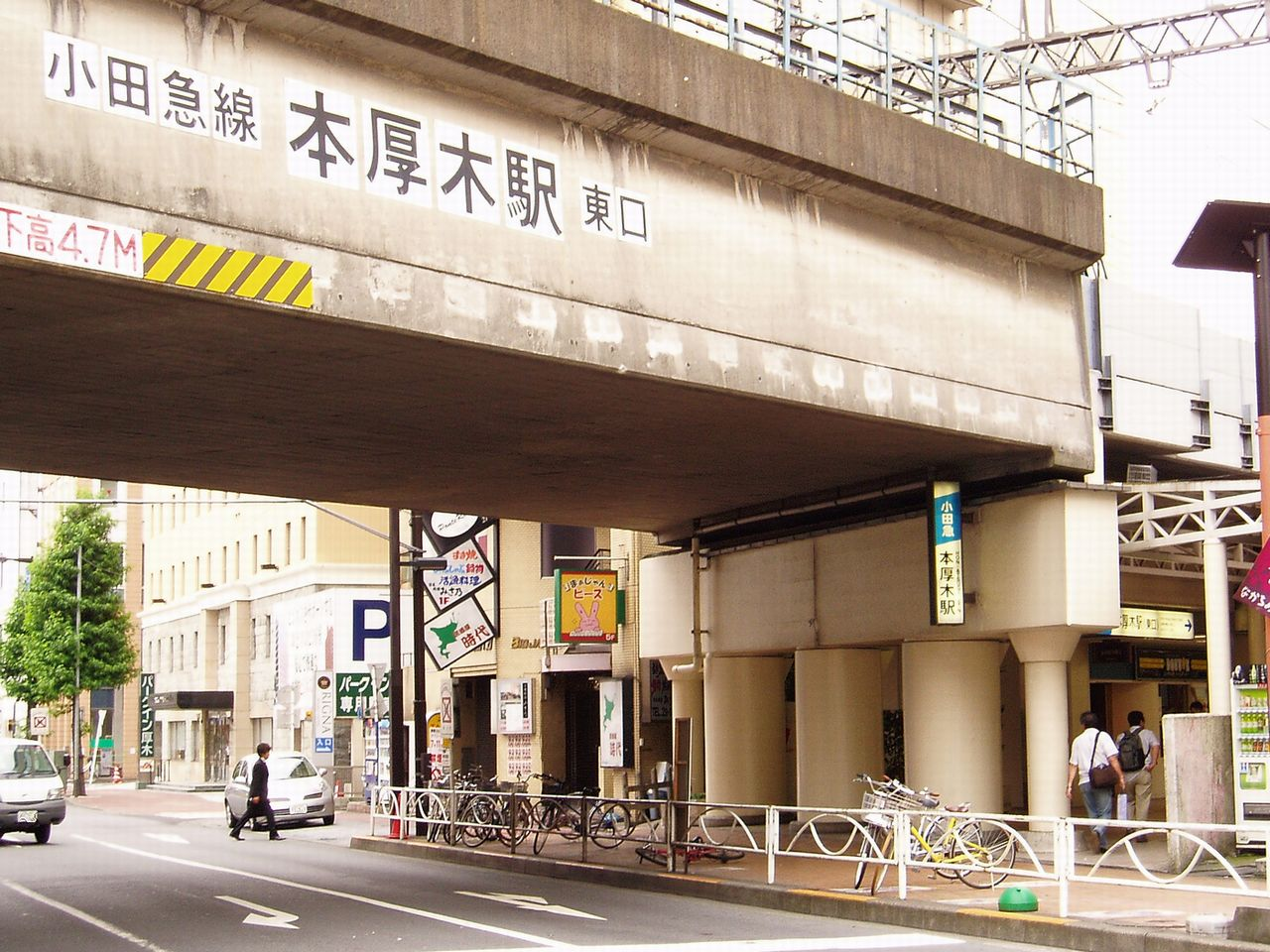
東口
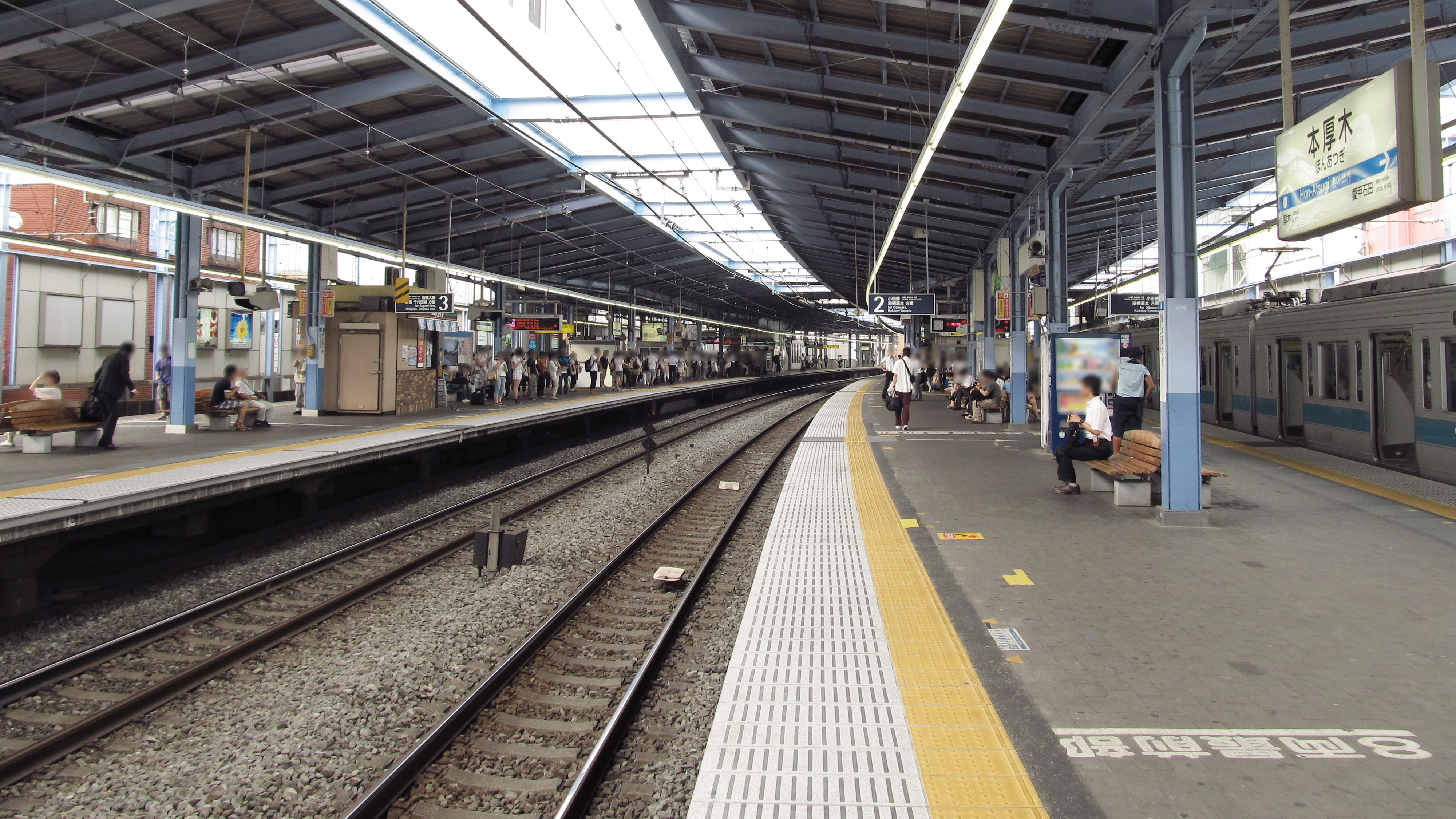
月台（2013年7月26日）
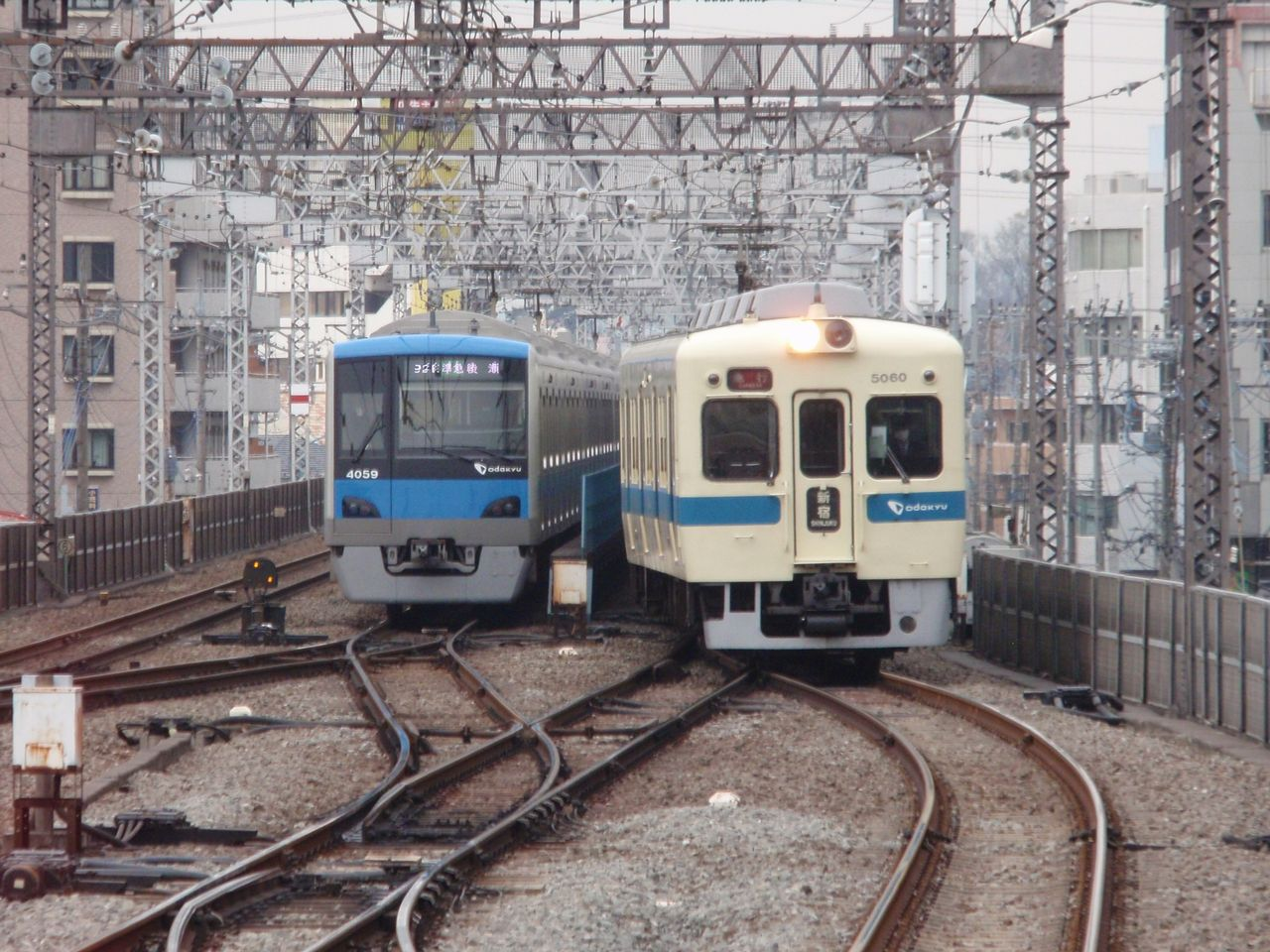
上行線與拖上線車輛可同時進入上行月台

### 月台配置
| 月台 | 路線     | 方向 | 目的地                       |
| ---- | -------- | ---- | ---------------------------- |
| 1・2 | 小田原線 | 下行 | 小田原、箱根湯本方向         |
| 3・4 | 小田原線 | 上行 | 相模大野、新宿、千代田線方向 |

內側2線（2、3號月台）為主本線，外側2線（1、4號月台）為待避線，上行車輛與拖上線車輛同時進站時，拖上線車輛進入3號月台，上行車輛進入4號月台。
新宿站發車的各站停車、準急多在本站折返。
早晨尖峰時刻運行的直通千代田線準急班次，除平日海老名始發班次外，其餘皆在本站起訖。另有常磐緩行線取手至本站、本站至常磐緩行線我孫子的班次，常磐線各站停車用車輛E233系2000番台也會駛入本站。亦有本站起訖的「相模」、「Homeway」、「Metro相模」、「Metro Homeway」班次。過去的區間準急（新宿站等站至本站的班次）大多在本站折返。
在本站待避浪漫特快的列車與平日8點時段發車的往小田原方向急行班次在1號月台發車。
本站往小田原方向的快速急行、急行至新松田站為止為全站停車，町田站始發的急行則是從本站至小田原為止為全站停車。
2010年11月3日起，與海老名站採用海老名市、厚木市出身的音樂團體生物股長樂曲作為進站音樂，本站進站音樂為《YELL》」（海老名站為《SAKURA》）。
新宿往小田原、箱根、御殿場的浪漫特快在2012年3月17日實施改點，平日下行2班（「箱根」15號，「Metro箱根」21號）與「超級箱根」除外的全部定期列車停靠本站。但自2016年3月26日改點起，前兩站海老名站新增為浪滿特快停靠站，本站停靠班次減少。（除了新宿站白天每小時10分及50分發車的列車，與小田原站白天每小時20分及42分發車的列車，以及部分「Homeway」列車與「相模」號週六日行駛的72號、78號以外，全部列車停靠本站。）
2013年3月～2014年3月，車站一樓進行大規模整修。

## 使用情況
2017年度一日平均上下車人次為153,190人。小田急全70站中名列第6位。
一日平均上下車人次、上車人次變化如下。
| 年度               | 1日平均 上下車人次 | 1日平均 上車人次 | 來源     |
| ------------------ | ------------------ | ---------------- | -------- |
| 1928年（昭和03年） | 1,238              |                  |          |
| 1930年（昭和05年） | 1,305              |                  |          |
| 1935年（昭和10年） | 1,034              |                  |          |
| 1940年（昭和15年） | 2,817              |                  |          |
| 1946年（昭和21年） | 9,394              |                  |          |
| 1950年（昭和25年） | 9,337              |                  |          |
| 1955年（昭和30年） | 12,688             |                  |          |
| 1960年（昭和35年） | 21,481             |                  |          |
| 1965年（昭和40年） | 43,569             |                  |          |
| 1970年（昭和45年） | 61,981             |                  |          |
| 1972年（昭和47年） | 68,654             |                  |          |
| 1975年（昭和50年） | 77,740             |                  |          |
| 1980年（昭和55年） | 81,674             |                  |          |
| 1982年（昭和57年） | 109,335            |                  |          |
| 1985年（昭和60年） | 135,650            |                  |          |
| 1990年（平成02年） | 154,678            |                  |          |
| 1992年（平成04年） | 157,655            |                  |          |
| 1994年（平成06年） | 160,652            |                  |          |
| 1995年（平成07年） | 158,685            | 80,397           | [ * 1 ]  |
| 1998年（平成10年） |                    | 77,262           | [ * 2 ]  |
| 1999年（平成11年） |                    | 74,965           | [ * 3 ]  |
| 2000年（平成12年） | 145,001            | 74,043           | [ * 3 ]  |
| 2001年（平成13年） | 145,277            | 74,146           | [ * 4 ]  |
| 2002年（平成14年） | 143,646            | 73,153           | [ * 5 ]  |
| 2003年（平成15年） | 140,752            | 71,535           | [ * 6 ]  |
| 2004年（平成16年） | 139,919            | 70,424           | [ * 7 ]  |
| 2005年（平成17年） | 141,390            | 71,111           | [ * 8 ]  |
| 2006年（平成18年） | 145,643            | 73,198           | [ * 9 ]  |
| 2007年（平成19年） | 147,618            | 73,983           | [ * 10 ] |
| 2008年（平成20年） | 146,668            | 73,372           | [ * 11 ] |
| 2009年（平成21年） | 143,426            | 71,591           | [ * 12 ] |
| 2010年（平成22年） | 141,839            | 70,743           | [ * 13 ] |
| 2011年（平成23年） | 140,186            | 69,900           | [ * 14 ] |
| 2012年（平成24年） | 143,663            | 71,580           | [ * 15 ] |
| 2013年（平成25年） | 147,004            | 73,193           | [ * 16 ] |
| 2014年（平成26年） | 147,887            | 73,621           | [ * 17 ] |
| 2015年（平成27年） | 152,467            | 75,890           | [ * 18 ] |
| 2016年（平成28年） | 153,562            | 76,476           | [ * 19 ] |
| 2017年（平成29年） | 153,190            |                  |          |

## 車站周邊
位於厚木市市中心，商店、商業設施、銀行林立。

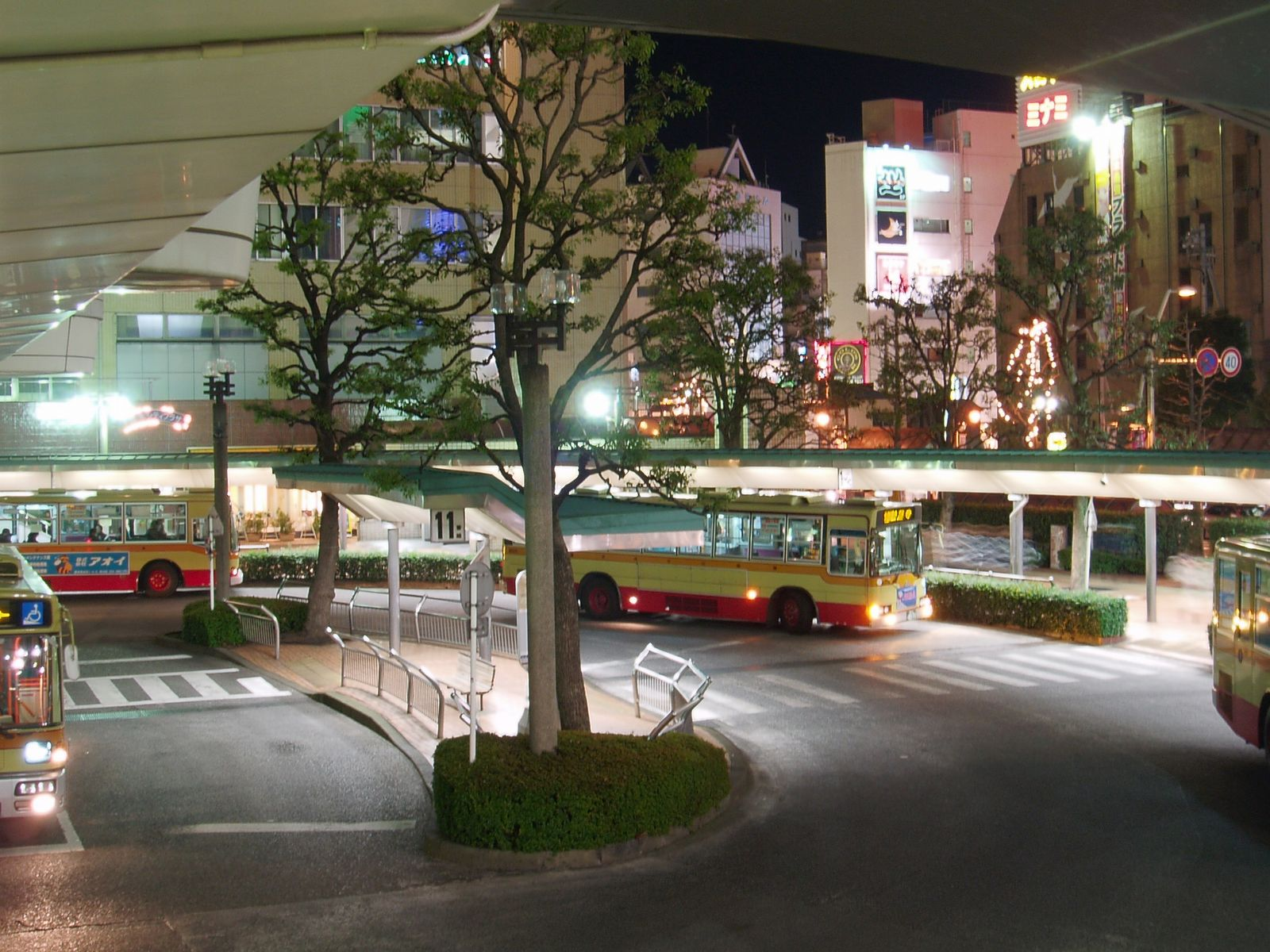
厚木巴士中心

車站周邊有許多內臟燒烤店，2000年代中期起地方商店會以「厚木Shirokoro Horumon」為號召吸引觀光客。
本站是2010年9月18日、19日舉行的B-1 Grand Prix in厚木的最近站。
南口規劃建造2019年度竣工的高層大樓與站前廣場。

### 商業設施
- 本厚木站內
  - 本厚木MYLORD（日语：ミロード） - MYLORD1、2、南館
- 永旺厚木店（日语：イオン厚木店）
- amyu厚木（日语：アミューあつぎ）
  - MI PLAZA（エムアイプラザ）－三越伊勢丹集團小型店
  - 映畫.com（日语：映画.com）影院
- 伊藤洋華堂
- 業務超市
- 有隣堂
- OK STORE（日语：オーケー）
- cocokara（運動俱樂部）
- 小田急百貨店（日语：小田急百貨店）厚木Shop

### 郵局、金融機關
- 厚木郵便局（日语：厚木郵便局）
  - 郵貯銀行厚木店
- 厚木旭郵便局
- 厚木東町郵便局
- 厚木松枝町郵便局
- 厚木旭町五郵便局
- 瑞穗銀行
- 三菱東京UFJ銀行
  - 本厚木支店
  - 厚木支店
- 三井住友銀行
- 里索那銀行
- 橫濱銀行
- 駿河銀行（日语：スルガ銀行）
- 靜岡銀行
- 平塚信用金庫（日语：平塚信用金庫）
- 城南信用金庫（日语：城南信用金庫）

### 公共設施
- 厚木市役所（日语：厚木市役所）
- 厚木城市廣場（厚木シティプラザ ）
  - 厚木市立中央圖書館
  - 厚木市兒童科學館
  - 厚木市青年社區中心
- 日本赤十字社本厚木捐血處
- 東町運動中心
- 厚木市立醫院（日语：厚木市立病院）
- 厚木稅務署
- 綜合福祉中心
- 護照申請窗口、縣央支所(永旺厚木店7樓)
- 神奈川縣警厚木警察署（日语：厚木市立病院）
- 厚木合同廳舍
  - 縣央地域縣政綜合中心
- 厚木市消防本部（日语：厚木市消防本部）

### 教育設施
- 松蔭大學厚木車站校區
- 厚木看護專門學校
- 厚木調理師學校
- 關東齒科衛生士專門學校
- 厚木文化專門學校
- 厚木高等專修學校
- YMCA健康福祉專門學校

### 旅館
- 本厚木小田急車站飯店（日语：小田急リゾーツ）（本厚木MYLORD內）

### 企業工廠
- 索尼厚木工場、厚木技術中心
- 理光厚木事業所、戶田技術中心
- OIZUMI（日语：オーイズミ）
- 厚木瓦斯（日语：厚木ガス）本社、中町展示場
- 日立汽車系統（日语：日立オートモティブシステムズ）厚木事業所

### 自然、觀光
- 相模川
- 厚木中央公園（日语：厚木中央公園）

## 巴士路線
車站周邊有、厚木巴士中心（東口步行3分）、本厚木站（北口）、本厚木站南口、本厚木站東口等巴士站。

### 一般路線巴士

#### 厚木巴士中心

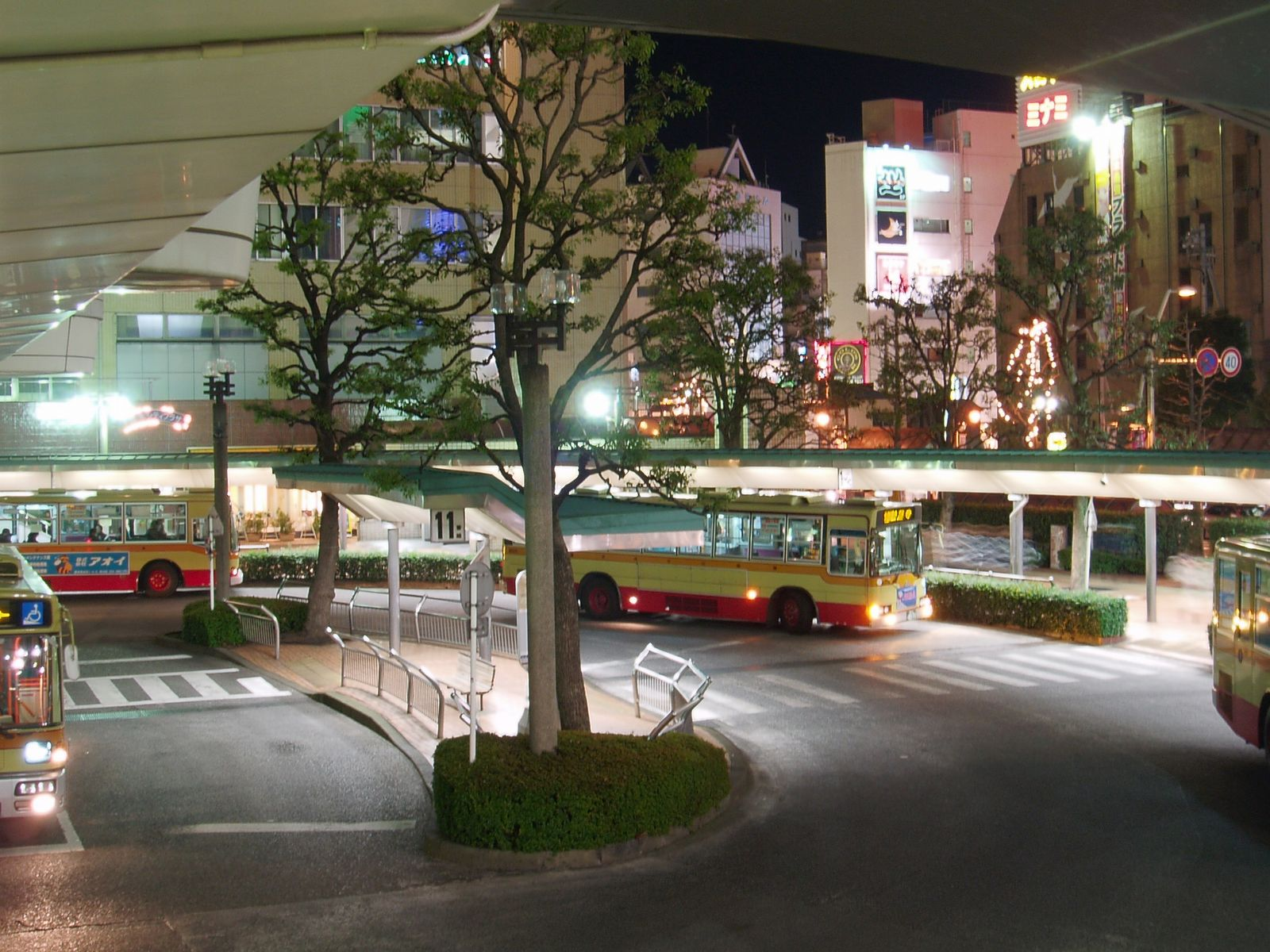
1-2號、11號乘車處附近

1-1號乘車處
荻野、鳶尾團地、松陰台（まつかげ台）、上荻野、半原方向
（急行）厚木axt（早上10點前）
1-2號乘車處
松蓮寺、神奈川工科大學、青年之家、三田方向
7號乘車處
東京工藝大學、王子方向
8號乘車處
綠丘循環
9號乘車處
七澤、廣澤寺溫泉、森之里方向
10號乘車處
金田、依知、春日台、內陸工業團地、三增、原當麻方向
11號乘車處
上古澤、毛利台團地方向
12號乘車處
原有往吾妻團地方向的班次，2011年5月22日廢除後改為利用往王子方向的班次。

#### 本厚木站
1號乘車處
松蓮寺、神奈川工科大學、青年之家、三田、荻野、鳶尾團地、松陰台、上荻野、半原方向
高松山往森之里方向 ※僅10時～16時停車
經市立醫院往金田、依知方向
2號乘車處
綠丘、王子方向
東京工藝大學方向
（深夜巴士）森之里方向
4號乘車處
往厚木巴士中心（主要是森之里發車的巴士系統）
（深夜巴士）春日台團地方向
5號乘車處
宮之里、上飯山、清川村方向
（深夜巴士）毛利台團地方向
6號乘車處（實質上為下車處，但可乘車）
往厚木巴士中心

#### 本厚木站南口
13號乘車處
田村車庫、平塚站方向
14號乘車處
經湘北短期大學往東京農業大學方向
平塚競輪場直行巴士（僅開賽日）
往寒川神社初詣巴士（僅正月三天運行）
15號乘車處
厚木axt方向（上午10點以後）
往索尼厚木第２技術中心

### 高速巴士、機場接駁巴士

#### 本厚木站
3號乘車處
- 大和號（日语：やまと号）：往天理站、奈良站、王寺站、五位堂站方向（京成巴士、奈良交通（日语：奈良交通））
- 青春Dream橫濱號（日语：ハーバーライト号）：往京都站、大阪站、日本環球影城方向（西日本JR巴士）
- 往羽田機場（神奈川中央交通西、京濱急行巴士）
- 往成田機場（神奈川中央交通モソ、京成巴士）
- 深夜急行巴士：新宿站西口→本厚木站（僅下車）（神奈川中央交通西）
- HIGHLAND EXPRESS：往富士急高原樂園、河口湖站（神奈川中央交通西、富士急山梨巴士（日语：富士急山梨バス））

## 站名由來
開業時因相模鐵道已有「厚木站」，冠上舊國名「相模」命名為「相模厚木」。之後1944年隨著鄰站「河原口站」更名「厚木站」，以「本來的厚木」更名為「本厚木」。

## 相鄰車站
小田急電鐵
 小田原線
- □浪漫特快「箱根」、「相模」、「Homeway」、「Metro相模」部分班次停靠站，「Morningway」「富士山」全列車停靠站，「Metro Morningway」「Metro Homeway」起訖站

■快速急行、■急行
海老名（OH 32）－本厚木（OH 34）－愛甲石田（OH 35）
□通勤準急、■準急、■各站停車（通勤準急僅上行、準急僅下行停車）
厚木（OH 33）－本厚木（OH 34）－愛甲石田（OH 35）

## 外部連結
- 本厚木 - 小田急電鐵